# Vasco Segoni
Vasco Segoni (Sesto Fiorentino, 25 agosto 1906 – ...) è stato un calciatore italiano, di ruolo attaccante.
Era anche noto come Segoni II, per distinguerlo dai due fratelli a loro volta calciatori professionisti, Duilio (Segoni I) ed Oscar (Segoni III).

## Caratteristiche tecniche
Giocava come centravanti o come mezzala.

## Carriera
Debutta nella stagione 1923-1924 con la Libertas Firenze in Seconda Divisione, la seconda serie dell'epoca; nel corso della stagione scende in campo in nove delle sedici partite disputate dalla sua squadra, che si salva al termine di uno spareggio vinto contro il Prato. Nella stagione 1924-1925 disputa invece 10 partite, segnando anche il suo primo gol in carriera; anche nella stagione 1925-1926 gioca nella Libertas in Seconda Divisione, ancora con uno score di 10 presenze ed una rete. A fine anno lascia la squadra, promossa in Prima Divisione (declassata però al secondo livello del calcio italiano per la nascita della Divisione Nazionale, con la Seconda Divisione che diventava così il terzo livello del campionato). Nella stagione 1926-1927 gioca nei campionati regionali toscani con la GEA Firenze. Successivamente ha giocato in Prima Divisione dal 1930 al 1932 con la Littorio Firenze, chiudendo le sue due stagioni in bianconero rispettivamente con 10 presenze senza gol e 20 presenze con 3 gol, per un totale di 30 presenze e 3 gol nell'arco del suo biennio nella squadra.
In carriera ha giocato complessivamente 29 partite in Seconda Divisione, segnandovi anche 2 gol.